# Labeo werneri
Labeo werneri är en fiskart som beskrevs av Lohberger 1929. Labeo werneri ingår i släktet Labeo och familjen karpfiskar. Inga underarter finns listade i Catalogue of Life.